# Décennie 1550 en architecture
| Années de l'architecture : 1547 - 1548 - 1549 - 1550 - 1551 - 1552 - 1553    |
| Décennies de l'architecture : 1520 - 1530 - 1540 - 1550 - 1560 - 1570 - 1580 |

Cet article présente les faits marquants de la décennie 1550 en architecture.

## Événements
- 1550-1650 : chantier romain ; construction à Rome de 64 églises, dont 10 grandes, la basilique Saint-Pierre, 4 palais importants et 60 plus modestes, de nombreuses maisons locatives, des rues, des places, des quartiers entiers sont construits jusqu’en 1650[1].

- 9 septembre 1550 : le cardinal Hippolyte d'Este nommé gouverneur de Tivoli, entre dans la ville. De 1550 à 1555, il charge l'architecte-antiquaire Pirro Ligorio de fouiller les ruines de la villa d'Hadrien dont les marbres seront utilisés dans la construction de la villa d'Este et de ses jardins, réalisés entre 1566 et 1572[2].

- 25 mars 1552 : Nicolò dell'Abbate quitte Modène pour la France où il travaille avec le Primatice et réalise avec lui la décoration de la salle de bal et de la galerie d’Ulysse au château de Fontainebleau d'environ 1556 à 1571[3].

## Réalisations
- 1550-1557 : construction de la mosquée Süleymaniye (Süleymaniye Camii) à Istanbul par l'architecte Sinan pour Soliman le Magnifique[4].
- 1550-1560 : construction de l'Hôtel de ville de style renaissance de Poznań[5].
- 1552-1556 : construction du fort Saint-Elme à Malte[6].
- 1554-1560 : construction de la mosquée Takiyya Sulaymaniyya à Damas[7].
- 26 mars 1555 : début de la construction de l'hôtel d'Assézat à Toulouse sur les plans de Nicolas Bachelier[8].

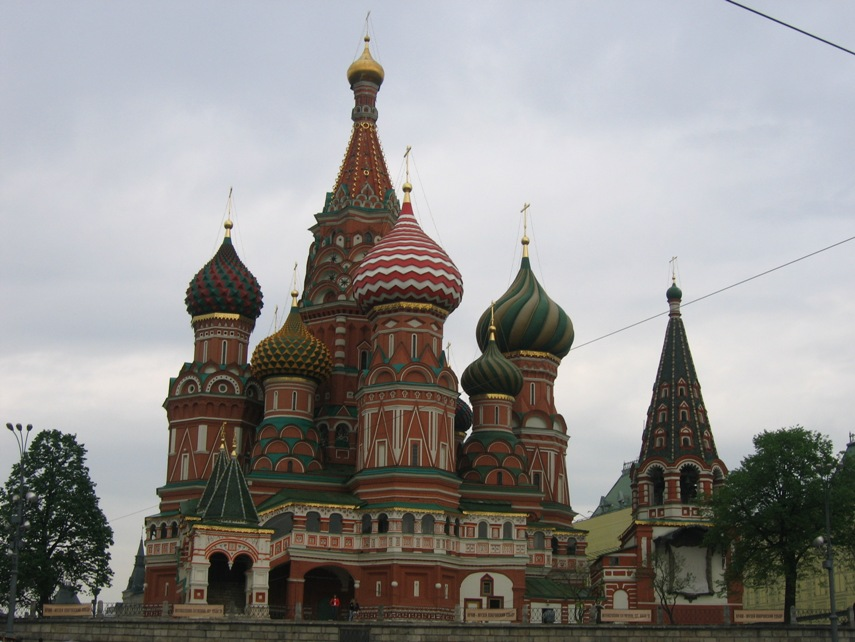
La cathédrale Saint-Basile de Moscou

- 1555-1561 : construction de la cathédrale Saint-Basile de Moscou par Postnik Yakovlev. Les bulbes si caractéristiques ne seront ajoutés qu'en 1583 à la suite d'un incendie ayant détruit les dômes d'origine.

- 1556 : début de la construction en style Renaissant de l'aile Othon-Henri du château d'Heidelberg.

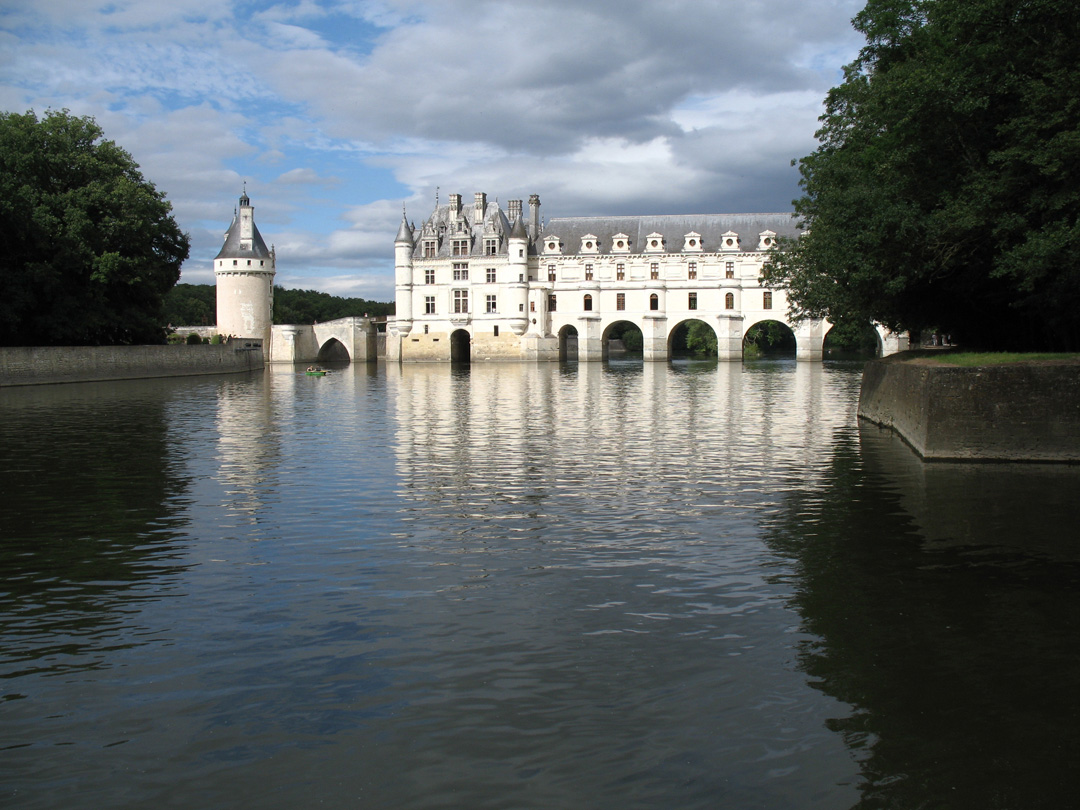
Le château de Chenonceau

- 1556-1559 : travaux de Philibert Delorme au château de Chenonceau dans la vallée de la Loire pour Diane de Poitiers[9].
- 1557-1559 : construction de la Capitainerie, ou Petit Château, du château de Chantilly par Jean Bullant, pour le connétable Anne de Montmorency[10].
- 1557-1566 : Diogo de Torralva participe à la construction du cloître du couvent de l'Ordre du Christ à Tomar au Portugal[11].

### Italie
- Vers 1548/49-1557 : construction de la villa Poiana en Vénétie par Andrea Palladio[12].
- Vers 1549/51-1558 : construction de la villa Barbaro dite villa Volpi à Maser par Andrea Palladio[12].

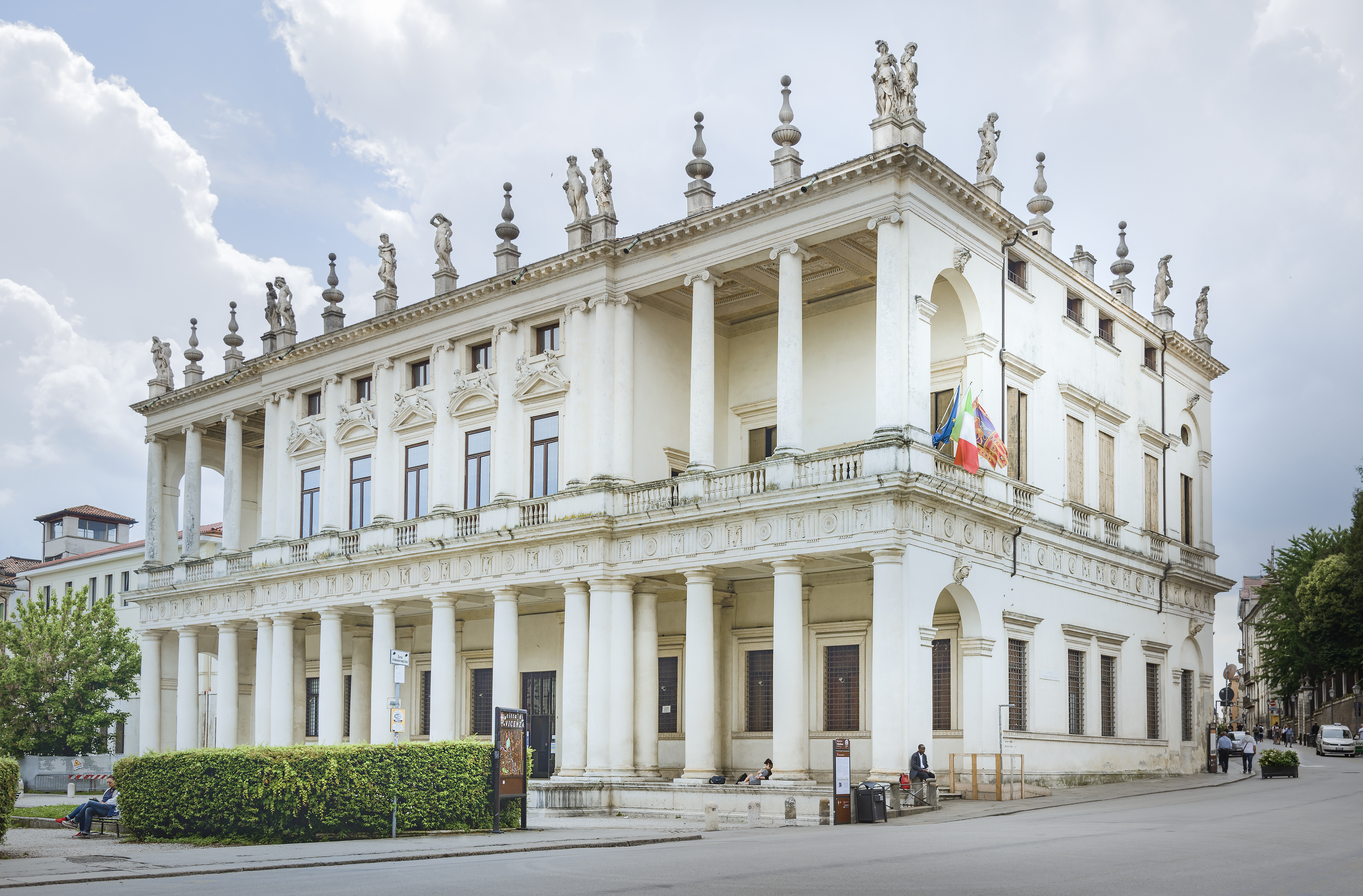
Palais Chiericati

- 1550 : construction du palais Chiericati à Vicence par Andrea Palladio[12].
- 1550-1553 : construction de la villa Giulia aux portes de Rome par le Vignole avec le concours de Bartolomeo Ammanati et Giorgio Vasari[13].

- 1551-1553 : construction de la villa Cornaro en Vénétie par Andrea Palladio[12].

- 10 mars 1552 : début de la construction de la basilique Santa Maria Assunta à Gênes par Galeazzo Alessi[14].
- 1552-1553 : construction par Vignole de l'église Sant'Andrea de Rome, première église de la Renaissance italienne à avoir un dôme elliptique[13].
- Vers 1552/53-1569 : construction de la villa Serego à Santa Sofia di Pedemonte par Andrea Palladio[12].

- 1555-1557 : construction du palais Zacco al Prà à Padoue[15].

- Vers 1556/57-1563 : Andrea Palladio construit la villa Badoer à Fratta Polesine[12].

- 1558-1559 : Michel-Ange présente son projet d'escalier pour le vestibule de la bibliothèque Laurentienne à Florence[16].

## Naissances
- 1556 : Carlo Maderno († 30 janvier 1629)

## Décès
- 1554 : Sebastiano Serlio (° 6 septembre 1475)
- 1559 : Michele Sanmicheli (° 1484)